# Katedrala sv. Florijana
Katedrala sv. Florijana, službenog naziva Katedrala sv. Mihovila arkanđela i Sv. Florijana mučenika, katolička je neogotička crkva i manja bazilika Varšavske nadbiskupije. Sa 75-metarskim zvonicima dominira istočnom Varšavom, naglašavajući povijesnu ulogu katedrale kao iskaza otpora Poljaka prema ruskim pretenzijama kroz povijest i pokušaje prekrštavanja Poljaka na pravoslavlje. Tijekom Opsade Varšave u Drugom svjetskom ratu u katedrali su skrivani Židovi i izbjeglice. Nacionalsocijalističke snage srušile su crkvu 1944. povlačenjem iz Varšave. Nakon rata više od dvadeset godina je obnavljana da bi svečano bila blagoslovljena 1972.

## Vanjske poveznice
|  | Zajednički poslužitelj ima još gradiva o temi Katedrala sv. Florijana |

- Službene stranice  Arhivirana inačica izvorne stranice od 5. prosinca 2019. (Wayback Machine)